# Elnrode-Strang
Elnrode-Strang entstand am 15. September 1964 durch den Zusammenschluss der beiden Orte Elnrode und Strang und ist heute ein Ortsteil der Gemeinde Jesberg im Schwalm-Eder-Kreis in Hessen (Deutschland). Er liegt im Südosten der Gemeinde am Oberlauf des Schwalm-Zuflusses Schlierbach. Elnrode-Strang setzt sich zusammen aus dem etwa 260 Einwohner zählenden Dorf Elnrode und dem knapp 1 km nordwestlich im Quellbereich des Schlierbachs gelegenen kleineren Ort Strang. Durch beide Orte führt die Landesstraße 3145, die Jesberg mit Schwalmstadt verbindet.

## Geschichte

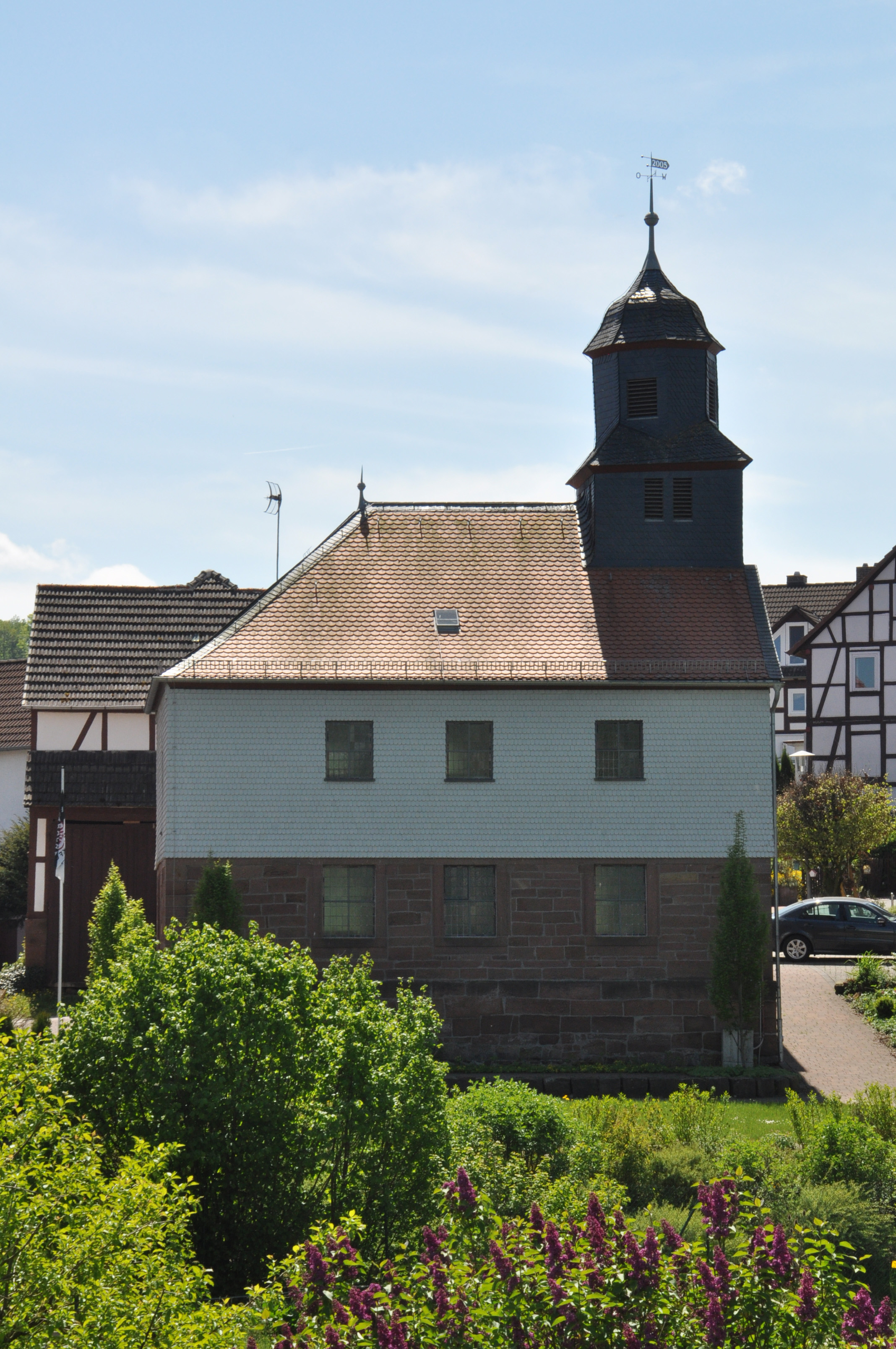
Ev. Kirche in Elnrode

Die älteste bekannte schriftliche Erwähnung von Elnrode erfolgte unter dem Namen Elinrade im Jahr 1343, die von Strang als Strange 1565. Im Jahr 1730 verkaufte Karl Ludwig von Löwenstein-Schweinsberg seine Hälfte von Elnrode an Prinz Maximilian von Hessen; dieser kaufte im gleichen Jahr auch die andere Hälfte und erhielt Elnrode als hessisches Lehen. Nach seinem Tod im Jahr 1753 fiel Elnrode als heimgefallenes Lehen an die Landgrafschaft Hessen-Kassel zurück. Elnrode gehörte zum Amt Borken und ab 1791 zum neugeschaffenen Amt Jesberg.
Strang gehörte zum Amt Borken, dann ab 1805 zum Amt Jesberg und später zum Justizamt Jesberg. Kirchlich war Elnrode mit Strang ab dem 16. Jahrhundert nach dem östlichen Nachbarort Schlierbach eingepfarrt, ehe es 1820 Filialgemeinde von Jesberg wurde.
Im Jahr 1916 schlug knapp zwei Kilometer südlich von Elnrode-Strang der Meteorit von Treysa ein.
Im Jahr 1964 schlossen sich Elnrode und Strang zur Gemeinde Elnrode-Strang zusammen. Mit der Gebietsreform in Hessen wurde Elnrode-Strang am 31. Dezember 1971 freiwillig ein Ortsteil der Gemeinde Jesberg. Für den Ortsteil Elnrode-Strang wurde, wie für die übrigen Ortsteile Jesbergs, ein Ortsbezirk mit Ortsbeirat und Ortsvorsteher nach der Hessischen Gemeindeordnung eingerichtet.

## Bevölkerung

### Einwohnerstruktur 2011
Nach den Erhebungen des Zensus 2011 lebten am Stichtag, dem 9. Mai 2011, in Elnrode-Strang 273 Einwohner. Darunter waren 3 (1,1 %) Ausländer.
Nach dem Lebensalter waren 39 Einwohner unter 18 Jahren, 102 zwischen 18 und 49, 69 zwischen 50 und 64 und 96 Einwohner waren älter. Die Einwohner lebten in 114 Haushalten. Davon waren 27 Singlehaushalte, 30 Paare ohne Kinder und 42 Paare mit Kindern, sowie 15 Alleinerziehende und keine Wohngemeinschaften. In 24 Haushalten lebten ausschließlich Senioren und in 63 Haushaltungen lebten keine Senioren.

### Einwohnerentwicklung
Elnrode
| Quelle: Historisches Ortslexikon |                |
| • um 1585:                       | 19 Hausgesesse |
| • 1724:                          | 55 Personen    |
| • 1742:                          | 133 Einwohner  |

| Elnrode: Einwohnerzahlen von 1834 bis 1961 | Elnrode: Einwohnerzahlen von 1834 bis 1961 | Elnrode: Einwohnerzahlen von 1834 bis 1961 | Elnrode: Einwohnerzahlen von 1834 bis 1961 | Elnrode: Einwohnerzahlen von 1834 bis 1961 |
| --- | ------------------------------------------ | ------------------------------------------ | ------------------------------------------ | ------------------------------------------ |
| Jahr |                                            |                                            |                                            | Einwohner                                  |
| 1834 | 1834                                       |                                            | 328                                        | 328                                        |
| 1840 | 1840                                       |                                            | 315                                        | 315                                        |
| 1846 | 1846                                       |                                            | 323                                        | 323                                        |
| 1852 | 1852                                       |                                            | 329                                        | 329                                        |
| 1858 | 1858                                       |                                            | 337                                        | 337                                        |
| 1864 | 1864                                       |                                            | 306                                        | 306                                        |
| 1871 | 1871                                       |                                            | 266                                        | 266                                        |
| 1875 | 1875                                       |                                            | 258                                        | 258                                        |
| 1885 | 1885                                       |                                            | 264                                        | 264                                        |
| 1895 | 1895                                       |                                            | 252                                        | 252                                        |
| 1905 | 1905                                       |                                            | 242                                        | 242                                        |
| 1910 | 1910                                       |                                            | 246                                        | 246                                        |
| 1925 | 1925                                       |                                            | 272                                        | 272                                        |
| 1939 | 1939                                       |                                            | 248                                        | 248                                        |
| 1946 | 1946                                       |                                            | 366                                        | 366                                        |
| 1950 | 1950                                       |                                            | 355                                        | 355                                        |
| 1956 | 1956                                       |                                            | 273                                        | 273                                        |
| 1961 | 1961                                       |                                            | 275                                        | 275                                        |
| Datenquelle: Historisches Gemeindeverzeichnis für Hessen: Die Bevölkerung der Gemeinden 1834 bis 1967. Wiesbaden: Hessisches Statistisches Landesamt, 1968. |                                            |                                            |                                            |                                            |

Strang
| Quelle: Historisches Ortslexikon |                            |
| • um 1575/85:                    | 7 Hausgesesse              |
| • 1724:                          | 19 Personen                |
| • 1742/47:                       | 7 Häuser bzw. Hausgesesse. |

| Strang: Einwohnerzahlen von 1778 bis 1961 | Strang: Einwohnerzahlen von 1778 bis 1961 | Strang: Einwohnerzahlen von 1778 bis 1961 | Strang: Einwohnerzahlen von 1778 bis 1961 | Strang: Einwohnerzahlen von 1778 bis 1961 |
| --- | ----------------------------------------- | ----------------------------------------- | ----------------------------------------- | ----------------------------------------- |
| Jahr |                                           |                                           |                                           | Einwohner                                 |
| 1778 | 1778                                      |                                           | 44                                        | 44                                        |
| 1800 | 1800                                      |                                           | ?                                         | ?                                         |
| 1834 | 1834                                      |                                           | 69                                        | 69                                        |
| 1840 | 1840                                      |                                           | 75                                        | 75                                        |
| 1846 | 1846                                      |                                           | 76                                        | 76                                        |
| 1852 | 1852                                      |                                           | 90                                        | 90                                        |
| 1858 | 1858                                      |                                           | 82                                        | 82                                        |
| 1864 | 1864                                      |                                           | 73                                        | 73                                        |
| 1871 | 1871                                      |                                           | 64                                        | 64                                        |
| 1875 | 1875                                      |                                           | 60                                        | 60                                        |
| 1885 | 1885                                      |                                           | 55                                        | 55                                        |
| 1895 | 1895                                      |                                           | 63                                        | 63                                        |
| 1905 | 1905                                      |                                           | 62                                        | 62                                        |
| 1910 | 1910                                      |                                           | 70                                        | 70                                        |
| 1925 | 1925                                      |                                           | 67                                        | 67                                        |
| 1939 | 1939                                      |                                           | 61                                        | 61                                        |
| 1946 | 1946                                      |                                           | 100                                       | 100                                       |
| 1950 | 1950                                      |                                           | 93                                        | 93                                        |
| 1956 | 1956                                      |                                           | 70                                        | 70                                        |
| 1961 | 1961                                      |                                           | 56                                        | 56                                        |
| Datenquelle: Historisches Gemeindeverzeichnis für Hessen: Die Bevölkerung der Gemeinden 1834 bis 1967. Wiesbaden: Hessisches Statistisches Landesamt, 1968. Weitere Quellen: LAGIS |                                           |                                           |                                           |                                           |

Elnrode-Strang
| Elnrode-Strang (Summen der Ortsteile): Einwohnerzahlen von 1834 bis 2020 | Elnrode-Strang (Summen der Ortsteile): Einwohnerzahlen von 1834 bis 2020 | Elnrode-Strang (Summen der Ortsteile): Einwohnerzahlen von 1834 bis 2020 | Elnrode-Strang (Summen der Ortsteile): Einwohnerzahlen von 1834 bis 2020 | Elnrode-Strang (Summen der Ortsteile): Einwohnerzahlen von 1834 bis 2020 |
| --- | ------------------------------------------------------------------------ | ------------------------------------------------------------------------ | ------------------------------------------------------------------------ | ------------------------------------------------------------------------ |
| Jahr |                                                                          |                                                                          |                                                                          | Einwohner                                                                |
| 1834 | 1834                                                                     |                                                                          | 397                                                                      | 397                                                                      |
| 1840 | 1840                                                                     |                                                                          | 390                                                                      | 390                                                                      |
| 1846 | 1846                                                                     |                                                                          | 399                                                                      | 399                                                                      |
| 1852 | 1852                                                                     |                                                                          | 419                                                                      | 419                                                                      |
| 1858 | 1858                                                                     |                                                                          | 419                                                                      | 419                                                                      |
| 1864 | 1864                                                                     |                                                                          | 379                                                                      | 379                                                                      |
| 1871 | 1871                                                                     |                                                                          | 330                                                                      | 330                                                                      |
| 1875 | 1875                                                                     |                                                                          | 318                                                                      | 318                                                                      |
| 1885 | 1885                                                                     |                                                                          | 319                                                                      | 319                                                                      |
| 1895 | 1895                                                                     |                                                                          | 315                                                                      | 315                                                                      |
| 1905 | 1905                                                                     |                                                                          | 304                                                                      | 304                                                                      |
| 1910 | 1910                                                                     |                                                                          | 316                                                                      | 316                                                                      |
| 1925 | 1925                                                                     |                                                                          | 339                                                                      | 339                                                                      |
| 1939 | 1939                                                                     |                                                                          | 309                                                                      | 309                                                                      |
| 1946 | 1946                                                                     |                                                                          | 466                                                                      | 466                                                                      |
| 1950 | 1950                                                                     |                                                                          | 448                                                                      | 448                                                                      |
| 1956 | 1956                                                                     |                                                                          | 343                                                                      | 343                                                                      |
| 1961 | 1961                                                                     |                                                                          | 331                                                                      | 331                                                                      |
| 1967 | 1967                                                                     |                                                                          | 298                                                                      | 298                                                                      |
| 1980 | 1980                                                                     |                                                                          | ?                                                                        | ?                                                                        |
| 1990 | 1990                                                                     |                                                                          | ?                                                                        | ?                                                                        |
| 2000 | 2000                                                                     |                                                                          | ?                                                                        | ?                                                                        |
| 2011 | 2011                                                                     |                                                                          | 273                                                                      | 273                                                                      |
| 2015 | 2015                                                                     |                                                                          | 275                                                                      | 275                                                                      |
| 2020 | 2020                                                                     |                                                                          | 260                                                                      | 260                                                                      |
| Datenquelle: Historisches Gemeindeverzeichnis für Hessen: Die Bevölkerung der Gemeinden 1834 bis 1967. Wiesbaden: Hessisches Statistisches Landesamt, 1968. Weitere Quellen: LAGIS; Gemeinde Jesberg, Zensus 2011 |                                                                          |                                                                          |                                                                          |                                                                          |

### Historische Religionszugehörigkeit
Elnrode
| Quelle: Historisches Ortslexikon |                                                                    |
| • 1861:                          | alle Einwohner evangelisch-reformiert                              |
| • 1961:                          | 243 evangelische (= 88,36 %), 32 katholische (= 11,64 %) Einwohner |

### Historische Erwerbstätigkeit
Elnrode
| • 1961 | Erwerbspersonen: 80 Land- und Forstwirtschaft, 57 Produzierendes Gewerbe, 11 Handel und Verkehr, 2 Dienstleistungen und Sonstiges |

Strang
| • 1961 | Erwerbspersonen: 25 Land- und Forstwirtschaft, 7 Produzierendes Gewerbe, 1 Handel und Verkehr, 1 Dienstleistungen und Sonstiges |

## Politik
Für Elnrode-Strang besteht ein Ortsbezirk (Gebiete der ehemaligen Gemeinde Elnrode-Strang) mit Ortsbeirat und Ortsvorsteher nach der Hessischen Gemeindeordnung. Der Ortsbeirat besteht aus sieben Mitgliedern.
Bei den Kommunalwahlen in Hessen 2021 betrug die Wahlbeteiligung zum Ortsbeirat Elnrode-Strang 70,67 %. Alle Kandidaten gehörten der „Bürgerliste Elnrode-Strang“ an. Der Ortsbeirat wählte Ralf Wurscher zum Ortsvorsteher.

## Sehenswürdigkeiten
- Hohle Eiche mit einem Brusthöhenumfang von 7,34 m (2015).[11]